# Roosevelts Anolis
Roosevelts Anolis (Anolis roosevelti, Syn.: Xiphosurus roosevelti) ist eine extrem seltene oder bereits ausgestorbene Echsenart aus der Gattung Anolis.

## Beschreibung
Roosevelts Anolis wurde erstmals 1931 vom amerikanischen Zoologen Chapman Grant, dem Enkel des ehemaligen US-Präsidenten Ulysses S. Grant, beschrieben. Benannt wurde er zu Ehren von Theodore Roosevelt. Er ist endemisch auf Culebra, einer Insel, die zu Puerto Rico gehört. Hier lebt er in bewaldeten Zonen auf den Hängen des Monte Resaca.
Er wird bis 160 mm lang. Die Grundfärbung ist bräunlich-grau, die zum Schwanz hin gelblichbraun wird. An der Bauchunterseite ist er weißlich. Der Kehllappen ist an der Oberseite grau und an der Unterseite gelblich. Die Augenlider sind gelb. Ein weiteres Kennzeichen sind zwei langgezogene Linien auf beiden Seiten des Körpers, von denen die eine am Ohr und die andere an der Schulter beginnt.

## Gefährdung
Obwohl er seit seiner Entdeckung nur noch einmal im Jahre 1932 gesehen wurde, gibt es seit 1973 immer wieder unbestätigte Sichtungen und einige Fachleute glauben, dass er noch heute existiert. Er hält sich bevorzugt auf Balsambäumen (Gumbo-Limbo) und auf Fächerpalmen auf, von deren Früchten er sich ernährt. Aufgrund menschlicher Aktivität durch den Bau von Siedlungen ist sein Lebensraum stark zerstört worden. Nur wenige Exemplare des Roosevelts Anolis sind in Museen zu finden und seit 1977 steht er auf der Liste der gefährdeten Tierarten der Vereinigten Staaten.